# 新福岡郵便局
新福岡郵便局（しんふくおかゆうびんきょく）は、福岡県福岡市東区にある郵便局である。

## 所在地
- 〒811-8799 福岡県福岡市東区蒲田四丁目13番70号

### 分室
- 厳原集配分室  - 郵便業務のみ取扱。長崎県対馬市厳原町久田

## 概要
従来、福岡都市圏ではJR博多駅前という立地から博多郵便局（当該業務については、博多北郵便局が継承している）が、筑豊地区では飯塚郵便局が、それぞれ地区の郵便物をまとめる地域統括拠点（区分局）としての役割を担っていたが、両局舎の老朽化や輸送手段の自動車移行などに加え、民営化で郵便事業の効率化が求められることになったため、民営化を目前にして新たにこの郵便局が開設されるに至った。
当初から民営化を前提として開局した経緯があり、窓口業務を行うことは想定されておらず、どちらかと言えば「物流センター」のような存在である。しかし、開局に際しては、福岡市内の一部および長崎県の壱岐市・対馬市の集配郵便局から差立業務が移された。なお、民営化後はこれらの郵便事業拠点は新福岡支店の集配センターとなっていた。
九州自動車道 福岡ICの北東約600mの場所にあり、当初から高速道路を使った輸送を行うことを前提として場所が選定された。
2007年（平成19年）の郵政民営化の際に、郵便事業株式会社の新福岡支店となったが、2012年（平成24年）に郵便事業株式会社と郵便局株式会社の統合により日本郵便株式会社が発足したことに伴い、ふたたび新福岡郵便局となった。
当初「無集配郵便局」として開局したが、郵便区番号「811」が与えられている。また2017年度に、業務効率化のため博多北局から春日市と大野城市、更に博多北局が配達に関わる福岡市東区の宇美川以西の地域における郵便物の取集業務も移管されることとなり、2016年12月、業務委託のための入札実施が公示された。

## 沿革
- 2007年（平成19年）3月26日 - （初代）新福岡郵便局として開局[2]。
- 2007年（平成19年）10月1日 - 民営化で郵便局としては廃局。郵便事業新福岡支店に移行。
- 2012年（平成24年）10月1日 - 日本郵便株式会社発足に伴い、（2代目）新福岡郵便局と名称変更。

## 取扱業務
- 当局の開局前まで福岡東郵便局、和白郵便局および博多南郵便局が行ってきた福岡市東区の一部、大野城市、春日市、および糟屋郡久山町の郵便物の取り集め
- 郵便番号が81で始まる地域（福岡都市圏、遠賀郡遠賀町および岡垣町ならびに壱岐・対馬）発着の全郵便物の差立・仕分け
- 郵便番号が82で始まる地域（筑豊並びに京築）発着の全郵便物の差立・仕分け
- 博多北局が行っていた福岡市東区の宇美川以西・春日市・大野城市における郵便物の取集業務（2017年4月から）[1]
- 九州全域発着の国際郵便の通関交換業務
- ゆうちょ銀行（貯金窓口）、かんぽ生命保険（保険窓口）の業務は行っていない。なお、当局に最も近い場所にある通常の窓口を持つ郵便局は久山郵便局（久山町）である。

### 地域区分受持区域
1. 博多郵便局（81地域）旧受持地域の全郵便物
  - 福岡市、糸島市、古賀市、糟屋郡、宗像市、福津市、春日市、大野城市、筑紫野市、太宰府市および那珂川市の各全域
  - 遠賀郡：遠賀町および岡垣町
  - 長崎県：対馬市および壱岐市
2. 飯塚郵便局（82地域）旧受持地域の全郵便物
  - 飯塚市、嘉麻市、嘉穂郡桂川町、直方市、宮若市、田川市、田川郡、行橋市および豊前市の全域
  - 鞍手郡：小竹町
  - 京都郡：みやこ町
  - 築上郡：築上町

## 管内郵便局の集配ネットワーク
郵便番号81X-XXXX、82X-XXXXのエリアのうち当局所管区域（福岡県福岡・京築・筑豊地域および長崎県壱岐・対馬地域）について記す。対象となるのは県の一般的地域区分とは異なる。
- 北九州圏のうち岡垣町・遠賀町と苅田町・吉富町・上毛町以外の京築はここが地域区分局だが、筑豊圏のうち鞍手町は北九州中央局の管轄
- 苅田町・吉富町・上毛町以外の京築とも北九州中央局の管轄
- 吉富町は大分県の中津局、上毛町は大分県の四日市局の担当エリア
- 「ゆうゆう窓口」は地域区分局並びに表における「集配担当局」のみに設けられ、他は全て廃止
- 「現地拠点」は配達業務のみを担当し、設置局窓口・門前ポスト以外の管内ポストにおける取集め・設置管理は「集配担当局」の管轄[3]

民営化後も業務効率化のため現地拠点の統廃合が進められており、業務対象地域が広大となった拠点も表れている。

### 福岡都市圏ほか
| 地域区分局 | 集配担当局 | 現地拠点 | 郵便番号                                              | 対象地域                                       | 備考                                             |
| ---------- | ---------- | -------- | ----------------------------------------------------- | ---------------------------------------------- | ------------------------------------------------ |
| 新福岡     |            | 早良南   | 811-11XX                                              | 福岡市早良区南部                               | 新福岡局直轄                                     |
| 新福岡     | 今宿       | 819-01XX | 福岡市西区の一部                                      |                                                | 新福岡局直轄                                     |
| 新福岡     | 津屋崎     | 811-33XX | 福津市の旧津屋崎町                                    |                                                | 新福岡局直轄                                     |
| 新福岡     | 福岡中央   |          | 810-XXXX                                              | 福岡市中央区、博多区の中洲地区                 |                                                  |
| 新福岡     | 博多北     |          | 812-XXXX                                              | 福岡市博多区北部（中洲以外）、東区の宇美川以西 |                                                  |
| 新福岡     | 博多南     |          | 816-XXXX                                              | 福岡市博多区南部、春日市、大野城市             |                                                  |
| 新福岡     | 福岡東     |          | 813-XXXX 811-25XX                                     | 福岡市東区の一部、久山町                       | 久山局から業務を移管                             |
| 新福岡     | 和白       |          | 811-02XX 811-03XX 811-01XX                            | 福岡市東区の一部、新宮町                       | 西戸崎・新宮の各局から業務移管                   |
| 新福岡     | 福岡南     |          | 815-XXXX                                              | 福岡市南区の一部                               |                                                  |
| 新福岡     | 筑紫       |          | 811-13XX 811-12XX                                     | 福岡市南区の一部、那珂川市                     |                                                  |
| 新福岡     | 早良       |          | 814-XXXX                                              | 福岡市早良区北部                               |                                                  |
| 新福岡     | 城南       |          | 814-01XX                                              | 福岡市城南区、福岡市早良区中部                 |                                                  |
| 新福岡     | 福岡西     |          | 819-XXXX                                              | 福岡市西区の一部                               |                                                  |
| 新福岡     | 粕屋南     |          | 811-22XX 811-21XX 811-23XX 811-24XX                   | 志免町、宇美町、須恵町、粕屋町、篠栗町         | 宇美・長者原・篠栗の各局から業務移管             |
| 新福岡     | 筑紫野     |          | 818-XXXX 818-01XX                                     | 筑紫野市、太宰府市                             | 太宰府局から業務移管                             |
| 新福岡     | 前原       |          | 819-11XX 819-13XX 819-15XX 819-16XX 819-02XX 819-03XX | 糸島市、福岡市西区の一部                       | 怡土・志摩・二丈・北崎・周船寺の各局から業務移管 |
| 新福岡     | 福間       |          | 811-32XX                                              | 福津市の旧福間町                               |                                                  |
| 新福岡     | 宗像       |          | 811-41XX 811-34XX                                     | 宗像市                                         | 旧・宗像東郵便局で宗像旧局から業務移管           |
| 新福岡     | 宗像       | 岡垣     | 811-42XX                                              | 岡垣町                                         |                                                  |
| 新福岡     | 宗像       | 遠賀川   | 811-43XX                                              | 遠賀町                                         |                                                  |

### 京築・筑豊
| 地域区分局 | 集配担当局 | 現地拠点 | 郵便番号                                                       | 対象地域                                           | 備考                                           |
| ---------- | ---------- | -------- | -------------------------------------------------------------- | -------------------------------------------------- | ---------------------------------------------- |
| 新福岡     | 飯塚       |          | 820-XXXX 820-01XX 820-02XX 820-07XX 820-11XX 820-05XX 820-06XX | 飯塚市、小竹町、桂川町、嘉麻市の旧碓井町と旧稲築町 | 小竹・庄内・筑穂・碓井・稲築の各局から業務移管 |
| 新福岡     | 飯塚       | 上山田   | 821-XXXX                                                       | 嘉麻市の旧山田市                                   |                                                |
| 新福岡     | 飯塚       | 嘉穂     | 820-03XX                                                       | 嘉麻市の旧嘉穂町                                   |                                                |
| 新福岡     | 直方       |          | 822-XXXX 823-XXXX 822-01XX                                     | 直方市、宮若市                                     | 若宮・宮田の各局から業務移管                   |
| 新福岡     | 伊田       |          | 825-XXXX                                                       | 田川市の伊田地区                                   |                                                |
| 新福岡     | 伊田       | 後藤寺   | 826-XXXX                                                       | 田川市の後藤寺地区                                 |                                                |
| 新福岡     | 伊田       | 赤池     | 822-11XX                                                       | 福智町の旧赤池町                                   |                                                |
| 新福岡     | 伊田       | 金田     | 822-12XX                                                       | 福智町の旧金田町と旧方城町                         |                                                |
| 新福岡     | 伊田       | 糸田     | 822-13XX                                                       | 糸田町                                             |                                                |
| 新福岡     | 伊田       | 香春     | 822-14XX                                                       | 香春町                                             |                                                |
| 新福岡     | 伊田       | 豊前川崎 | 827-XXXX 824-04XX 824-05XX 824-06XX 824-07XX                   | 川崎町、赤村、大任町、添田町                       | 油須原・大任・添田の各局から業務移管           |
| 新福岡     | 行橋       |          | 824-XXXX                                                       | 行橋市                                             |                                                |
| 新福岡     | 行橋       | 勝山     | 824-08XX                                                       | みやこ町の旧勝山町                                 |                                                |
| 新福岡     | 行橋       | 豊津     | 824-01XX                                                       | みやこ町の旧豊津町                                 |                                                |
| 新福岡     | 行橋       | 犀川     | 824-02XX                                                       | みやこ町の旧犀川町                                 |                                                |
| 新福岡     | 行橋       | 椎田     | 829-03XX                                                       | 築上町の旧椎田町                                   |                                                |
| 新福岡     | 行橋       | 築城     | 829-01XX                                                       | 築上町の旧築城町                                   |                                                |
| 新福岡     | 豊前       |          | 828-XXXX                                                       | 豊前市                                             |                                                |

### 長崎県壱岐・対馬
長崎県壱岐市と対馬市は全域が新福岡局直轄となる。これら島嶼部の現地拠点は、配達業務のほか集荷依頼への対応やポスト取集め等も行う。
| 現地拠点 | 郵便番号                   | 対象地域                     | 備考                                 |
| -------- | -------------------------- | ---------------------------- | ------------------------------------ |
| 郷ノ浦   | 811-51XX                   | 壱岐市の旧郷ノ浦町           |                                      |
| 石田     | 811-52XX                   | 壱岐市の旧石田町             |                                      |
| 芦辺     | 811-53XX 811-54XX 811-57XX | 壱岐市の旧芦辺町             | 壱岐瀬戸・壱岐国分の各局から業務移管 |
| 勝本     | 811-55XX                   | 壱岐市の旧勝本町             |                                      |
| 厳原     | 817-XXXX                   | 対馬市の旧厳原町東部         |                                      |
| 豆酘     | 817-01XX                   | 対馬市の旧厳原町南部         |                                      |
| 小茂田   | 817-02XX                   | 対馬市の旧厳原町西部         |                                      |
| 鶏知     | 817-03XX                   | 対馬市の旧美津島町東部       |                                      |
| 尾崎     | 817-04XX                   | 対馬市の旧美津島町尾崎地区等 |                                      |
| 竹敷     | 817-05XX                   | 対馬市の旧美津島町竹敷地区等 |                                      |
| 豊玉     | 817-11XX 817-12XX          | 対馬市の旧豊玉町             |                                      |
| 峯       | 817-13XX                   | 対馬市の旧峰町西部           |                                      |
| 対馬佐賀 | 817-14XX                   | 対馬市の旧峰町東部           |                                      |
| 鹿見     | 817-15XX                   | 対馬市の旧上県町             |                                      |
| 比田勝   | 817-16XX 817-17XX          | 対馬市の旧上対馬町北部       |                                      |
| 小鹿     | 817-22XX                   | 対馬市の旧上対馬町小鹿地区等 |                                      |
| 琴       | 817-23XX                   | 対馬市の旧上対馬町琴地区等   |                                      |

## 周辺
九州自動車道 福岡ICそばの工業団地内に立地し、周囲には運送業者のトラック営業所や倉庫、工場が点在する。境を接する久山町が近年まで開発に消極的だったため、高度な土地利用はなされていない。

## アクセス
- 博多駅・箱崎駅西口・直方駅よりJRバス 筑前蒲田・深井停留所で下車、徒歩約15分
- 天神（大和証券前 14番乗場）より西鉄バス74系統上脇田行き 上脇田停留所下車、徒歩約10分
- 西鉄天神高速バスターミナルより西鉄バス・特急筑豊方面（飯塚・田川）行き　粕屋警察署前停留所下車、徒歩約15分
- JR門松駅が実質の最寄駅であるが2km以上離れている